# Городской стадион (Краков)
Городской стадион имени Хенрика Реймана, Стадион «Висла» (пол. Stadion Wisła, Stadion Miejski im. Henryka Reymana) — футбольный стадион в Кракове, домашняя арена футбольного клуба «Висла».

## История

### Предыдущие стадионы команды
Настоящий стадион — третья по счету домашняя арена «Вислы». Первый находился примерно в 500 метрах от нынешнего в районе Oleandry, так и не был достроен и был полностью разрушен во время Первой мировой войны. В 1922 году Висла переехала на новый стадион в том же районе, который пережил Вторую мировую войну, но не смог справиться с послевоенным наплывом зрителей.

### Нынешний стадион
В 1953 клуб переместился на новую арену, построенную рядом с прежней в том же спортивно-досуговом комплексе. Это был стадион в виде трека для спидвея, с футбольным полем в центре. Две трибуны в форме полумесяца с колоннами по краям были устроены на насыпных холмах. Вместимость стадиона на тот момент составила примерно 35 000 зрителей.

### 80-е
Стадион никогда не расширялся, однако некоторые изменения имели место — главная трибуна была перестроена, её вместимость значительно уменьшилась: сектора напротив центра поля были убраны, а оставшиеся были заменены железобетонными конструкциями. Противоположная трибуна также видоизменилась — были убраны концы «полумесяца», что придало трибуне прямоугольную форму.

### Золотая эра
В конце 90-х «Вислу» приобретает польский миллионер Bogusław Cupiał, и клуб начинает инвестировать средства в реконструкцию стадиона. На пустом месте в центре главной трибуны был построен VIP сектор. Далее весь стадион был оснащен индивидуальными пластиковыми сидениями, что сделало его одним из первых в Польше полностью сидячих стадионов с вместимостью двух трибун примерно 9 500 зрителей. В 2002 году на стадионе была смонтирована система освещения на 4-х мачтах, поставленных по углам поля, после чего арена стала соответствовать нормам УЕФА для проведения международных встреч. В 2003 году была установлена первая в Польше система подогрева поля, строительство которой было начато после проблем с полем, возникших в матче против «Лацио» в феврале 2003. В начале 2004 за северными воротами была сооружена новая крытая трибуна стальной конструкции, вместимостью около 1 000 зрителей. Её строительство было вызвано требованиями лиги иметь на каждом стадионе минимум 1 000 крытых зрительских мест.

## Реконструкция стадиона
В 1997 был представлен проект перестройки стадиона, предусматривающий увеличение вместимости до 25 500 мест, стоимостью около 92 000 злотых. Однако до начала строительства прошли годы.

### Южная трибуна
До начала реконструкции на этом месте находилась временная гостевая трибуна вместимостью примерно 500 человек.
Гостевой сектор занимает часть этой трибуны.
В июне 2007 года клуб объявил о желании открыть футбольный паб под этой трибуной после завершения всех строительных работ.
Трибуна стала знаменита ошибками, допущенными при проектировании. Строительная компания нашла более 100 ошибок различного вида, послуживших поводом для претензий клуба к городу Кракову, который заказал проект Войцеху Обтуловичу без проведения конкурса. Фактически, после двух почти достроенных трибун, архитектор все ещё остается без какого-либо контракта на проектирование.

### Северная трибуна
Строительство этой части стадиона, подобной существующей Южной трибуне, было начато в 2006 году и должно быть полностью завершено весной 2008 года. Эта трибуна должна стать домашней для ультрас «Вислы». Её вместимость будет составлять 5 690 зрителей. Специально для фанатов по центру трибуны стулья составляют рисунок в виде белой звезды на красно-синем фоне — символа «Вислы». Стоимость строительства трибуны — 35 000 злотых.

### Западная трибуна
Главная трибуна по плану должна быть реконструирована последней. Существующая трибуна будет разобрана, и на её месте будет сооружена новая железобетонная конструкция. Строительство должно завершиться к 2010 году, согласно требованиям УЕФА. Высота трибуны составит 32 ряда, аналогично Северной и Южной, но из-за ВИП лож, расположенных над зрительскими местами, общая высота трибуны сравняется с Восточной. После сооружения крыши над Восточной и Западной трибунами, на ней будет смонтирована новая система освещения стадиона, а старые мачты будут убраны.